# Selaginella eatonii
Selaginella eatonii är en mosslummerväxtart som beskrevs av Georg Hans Emmo Emo Wolfgang Hieronymus och John Kunkel Small. Selaginella eatonii ingår i släktet mosslumrar, och familjen mosslummerväxter. Inga underarter finns listade i Catalogue of Life.